# Uvs
L'aïmag d'Uvs (mongol bitchig : ᠤᠪᠰᠤ
ᠠᠶᠢᠮᠠᠭ mongol cyrillique : Увс аймаг) est une des 21 provinces de Mongolie. Elle est située à l'ouest du pays. Sa capitale est Ulaangom.
Cette province tire son nom du lac Uvs nuur qui est classé au Patrimoine mondial de l'UNESCO.

## Subdivisions administratives

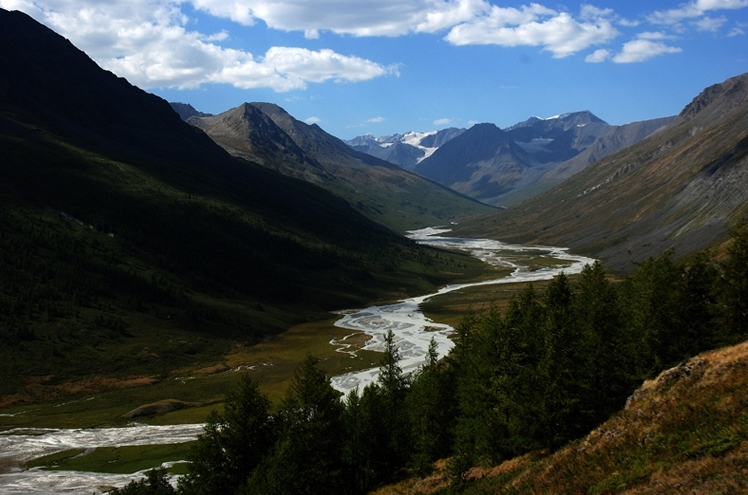
rivière Khovd (Khovd gol)

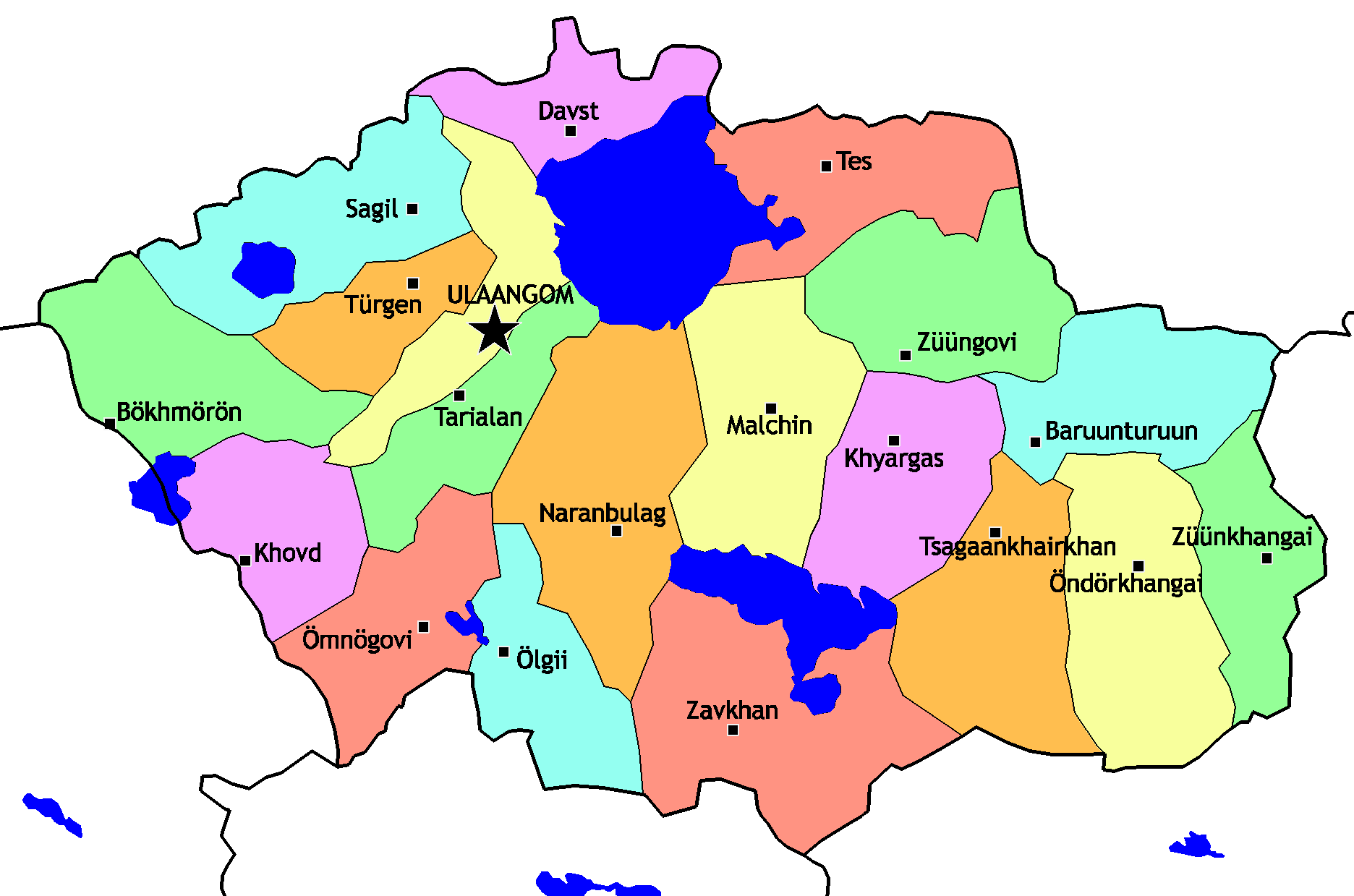
Carte administrative.

- Baruunturuun
- Böhmörön
- Davst
- Hovd
- Hyargas
- Malchin
- Naranbulag
- Ölgiy
- Ömnögovi
- Öndörhangay
- Sagil
- Tarialan
- Tes
- Tsagaanhangay
- Türgen
- Ulaangom
- Züüngovi
- Züünhangay
- Zavhan